# Melanotaenia kokasensis
Melanotaenia kokasensis är en fiskart som beskrevs av Allen, Unmack och Renny Hadiaty 2008. Melanotaenia kokasensis ingår i släktet Melanotaenia och familjen Melanotaeniidae. Inga underarter finns listade i Catalogue of Life.